# Canadian Opera Company

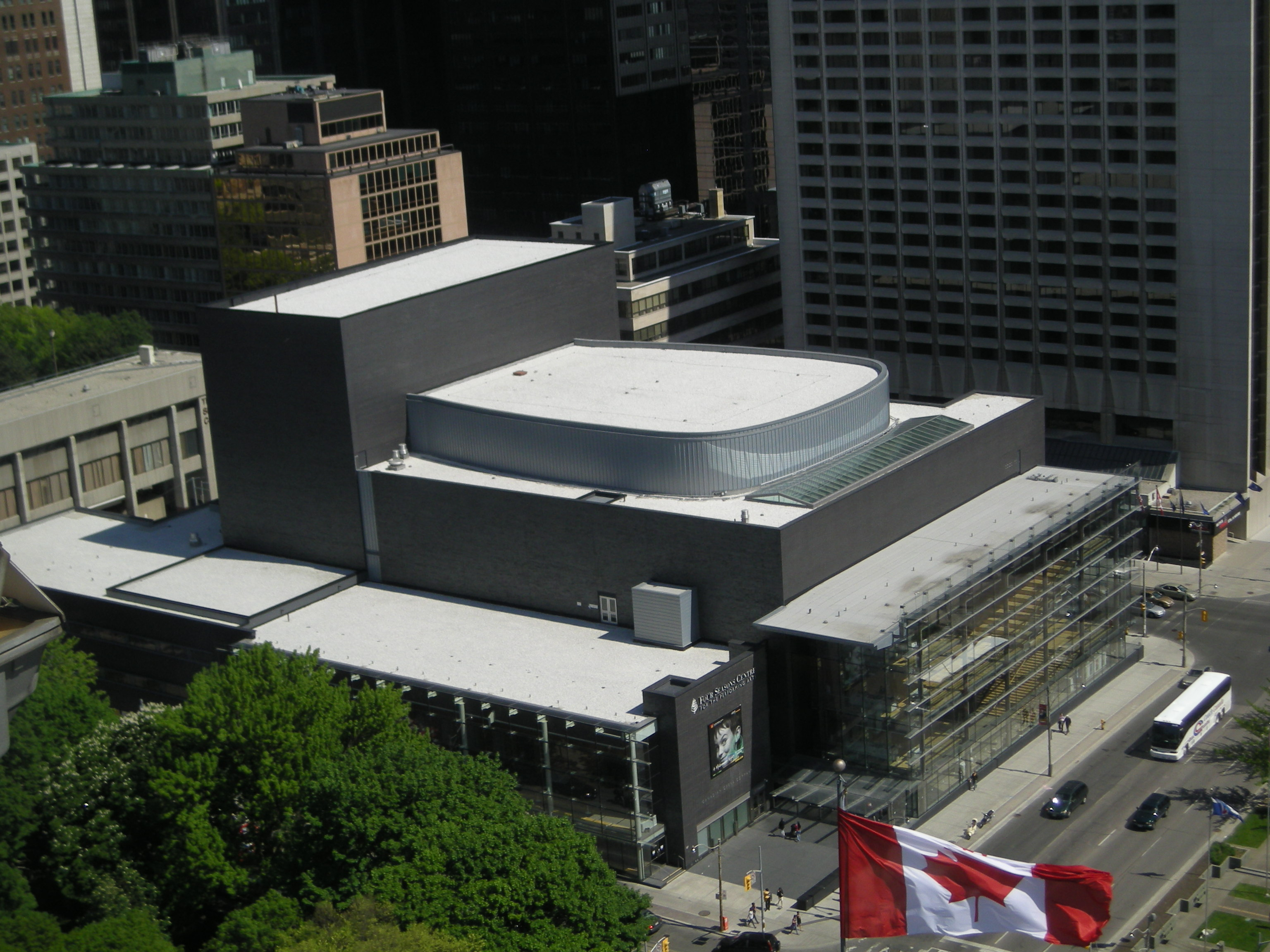
El Four Seasons Centre, sede de la Canadian Opera Company (COC).

La Canadian Opera Company (COC) es la compañía de ópera más importante de Canadá y la sexta más importante de Norteamérica. Tiene su sede en la ciudad de Toronto, en Ontario, en el Four Seasons Centre.
Fue creada en 1950 como Royal Conservatory Opera Company (Compañía de Ópera del Conservatorio Real) por Nicholas Goldschmidt y Herman Geiger-Torel. Lotfi Mansouri fue el director durante 12 años, y fue durante ese periodo en el que se introdujeron los subtítulos (traducciones inglesas de los libretos, que se proyectan durante el espectáculo). El procedimiento se extendió rápidamente por otras óperas en el mundo. El actual director de la COC es Richard Bradshaw.
En otoño de 2006, La COC comenzó a realizar sus representaciones en el Four Seasons Centre for the Performing Arts, diseñado por la firma de arquitectos Diamond and Schmitt. El 15 de abril de 2006, realizó su última representación en el Hummingbird Centre, lugar donde las había celebrado anteriormente.